# Zorkovac
Zorkovac je naselje u Republici Hrvatskoj, u sastavu Grada Ozlja, Karlovačka županija. 
Nalazi se u pokupskoj nizini, pored lijeve obale Kupe koja na ovom dijelu ima svoj polagani ravničarski tok. 

## Znamenitosti
Jedna od prepoznatljivih vizura mjesta svakako je plemićka kurija Zorkovac koja se nalazi na uzdignutom brežuljku istočno od samog naselja. Godinama zapuštena u proteklim godinama doživljava svoju obnovu privatnog investitora, a u planu je formiranje ladanjskog imanja.
Jednokatna kurija pravokutna tlocrta, s devet prozorskih osi na glavnom pročelju, ima obilježja kasnoga baroka (18 st.). Na zaglavnome kamenu portala uklesan je lik granatke jabuke (šipka), a isti se motiv ponavlja u sredini intarzirana parketa u glavnoj prostoriji kurije. Osim koso kovanih prozorskih rešetki, osobito se ističu rokoko motivi na vratima pojedinih prostorija. Nakon mnogih vlasnika danas pripada hrvatskom poduzetniku Dragutinu Kamenskom koji je kuriju kupio od grada Ozlja 2004. godine.
U mjestu se nalazi i kapelica Sv. Jelene, zaštitnice Zorkovca koju okružuje mjesno groblje.

## Stanovništvo
Prema popisu stanovništva iz 2001. godine, naselje je imalo 228 stanovnika te 72 obiteljskih kućanstava.

## Gospodarstvo
Iako se samo mjesto nalazi u pokupskoj dolini čije plodne naplavne oranice nude mogućnost bavljenja poljoprivredom, ona se ne može smatrati glavnom granom gospodarstva. Poljoprivreda nije intenzivna i stanovništvo se njome uglavnom bavi za vlastite potrebe. Rijetka su poljoprivredna gospodarstva koja se bave ekonomski isplativom poljoprivredom.
Plodna polja i blizina rijeke nude idealne uvjete za bavljenje poljoprivredom, nažalost sve je više napuštenih parcela koje čekaju privođenje svrsi.
U Zorkovcu postoji registrirano nekoliko tvrtki koje se bave drugim gospodarskim djelatnostima.

## Turizam
Blizina rijeke Kupe, prekrasne nizinske livade, bogate šume i idiličan mir dobar su preduvjet za razvoj seoskog turizma. U samom mjestu postoje smještajni 
kapaciteti.
Lov, ribolov, promatranje ptica, biciklizam, kupanje na rijeci kupi samo su neke od mogućnosti za privlačenje posjetitelja u ovo mirno pokupsko selo.

## Flora i fauna
Flora i fauna Zorkovca tipična je za riječne nizine.
Kraj je bogat divljom ružom ili Šipak (cynorhhodon) čiji simbol se nalazi uklesan u kamenom grbu na ulaznom pročelju u kuriju Zorkovac. Kako je sve više zapuštenih poljoprivrednih površina tako on samoniklo raste na cijelom području Zorkovca zajedno s divljom kupinom, glogom...
Unazad nekoliko godina uočeno je i prebivalište vrlo rijetke ptice Orao štekavac ili bjelorepan (lat. Haliaeetus albicilla) koji je našao svoj mir i sigurnost u Zorkovačkim šumama.
Kupa je bogata ribom, a zbog svojeg mirnog i dubokog toka na ovom djelu (zbog eksploatacije šljunka za vrijeme bivše Jugoslavije) česti su primjeri kapitalaca soma, šarana i štuke.
Sve je češća pojava dabrova, a može se uočiti i vidra.

| broj stanovnika | 220   | 271   | 282   | 275   | 298   | 355   | 334   | 366   | 403   | 417   | 399   | 366   | 337   | 338   | 228   | 209   | 193   |
|                 | 1857. | 1869. | 1880. | 1890. | 1900. | 1910. | 1921. | 1931. | 1948. | 1953. | 1961. | 1971. | 1981. | 1991. | 2001. | 2011. | 2021. |